# Női snowboard cross a 2010. évi téli olimpiai játékokon
A 2010. évi téli olimpiai játékokon a snowboard női snowboard cross versenyszámát február 16-án rendezték West Vancouverben. Az aranyérmet az hazai közönség előtt versenyző kanadai Maëlle Ricker nyerte meg. A versenyszámban nem vett részt magyar versenyző.

## Eredmények
A selejtezőben minden versenyző két futamot teljesített, a versenyzők jobb időeredményeit rangsorolták, ez alapján az első 16 versenyző jutott tovább. A selejtező időeredményei alapján kerültek besorolásra a versenyzők a negyeddöntő futamaiban. A negyeddöntőtől kieséses rendszerben folytatódott a versenyszám. Minden futamból az első két helyen célba érkező versenyző jutott tovább a következő fordulóba. A kiesettek végső helyezéseit a selejtező időeredményei alapján határozták meg. A rövidítések jelentése a következő:
| - Q: továbbjutás időeredmény vagy helyezés alapján |

### Selejtező
A vastag betűvel jelzett idő lett az adott versenyző jobb időeredménye.
| Helyezés | R  | Versenyző               | Nemzet                 | 1. futam      | 2. futam      | Mj |
| -------- | -- | ----------------------- | ---------------------- | ------------- | ------------- | -- |
| 1.       | 27 | Mellie Francon          | Svájc (SUI)            | 1:24,43       | 1:24,79       | Q  |
| 2.       | 22 | Lindsey Jacobellis      | Egyesült Államok (USA) | 1:26,13       | 1:25,41       | Q  |
| 3.       | 20 | Maëlle Ricker           | Kanada (CAN)           | 1:43,59       | 1:25,45       | Q  |
| 4.       | 30 | Olivia Nobs             | Svájc (SUI)            | 1:28,70       | 1:26,25       | Q  |
| 5.       | 25 | Helene Olafsen          | Norvégia (NOR)         | 1:40,43       | 1:26,94       | Q  |
| 6.       | 31 | Nelly Moenne Loccoz     | Franciaország (FRA)    | 1:27,31       | 1:42,92       | Q  |
| 7.       | 28 | Déborah Anthonioz       | Franciaország (FRA)    | 1:27,61       | 1:27,49       | Q  |
| 8.       | 19 | Zoe Gillings            | Nagy-Britannia (GBR)   | 1:27,93       | nem ért célba | Q  |
| 9.       | 32 | Simona Meiler           | Svájc (SUI)            | 1:45,16       | 1:27,94       | Q  |
| 10.      | 36 | Doresia Krings          | Ausztria (AUT)         | 1:36,55       | 1:28,98       | Q  |
| 11.      | 17 | Sandra Frei             | Svájc (SUI)            | 1:29,46       | 1:43,38       | Q  |
| 12.      | 23 | Faye Gulini             | Egyesült Államok (USA) | 1:30,75       | 1:43,29       | Q  |
| 13.      | 37 | Claire Chapotot         | Franciaország (FRA)    | nem ért célba | 1:30,89       | Q  |
| 14.      | 33 | Doi Nacuko              | Japán (JPN)            | 1:31,23       | nem ért célba | Q  |
| 15.      | 39 | Julie Wendel Lundholdt  | Dánia (DEN)            | 1:31,29       | 1:44,62       | Q  |
| 16.      | 35 | Maria Ramberger         | Ausztria (AUT)         | 1:43,54       | 1:33,08       | Q  |
| 17.      | 26 | Raffaella Brutto        | Olaszország (ITA)      | 1:34,12       | 1:37,94       |    |
| 18.      | 34 | Stephanie Hickey        | Ausztrália (AUS)       | 1:35,26       | nem ért célba |    |
| 19.      | 29 | Isabel Clark Ribeiro    | Brazília (BRA)         | 1:41,10       | 1:51,65       |    |
| 20.      | 21 | Dominique Maltais       | Kanada (CAN)           | kizárták      | 1:45,56       |    |
| 21.      | 40 | Callan Chythlook-Sifsof | Egyesült Államok (USA) | 1:59,04       | nem ért célba |    |
| –        | 18 | Alekszandra Zsekova     | Bulgária (BUL)         | nem ért célba | nem indult    |    |
| –        | 24 | Fudzsimori Juka         | Japán (JPN)            | nem indult    | nem indult    |    |
| –        | 38 | Manuela Riegler         | Ausztria (AUT)         | nem indult    | nem indult    |    |

### Negyeddöntők
| Helyezés | K        | Versenyző              | Nemzet                 | Mj       |
| 1. futam | 1. futam | 1. futam               | 1. futam               | 1. futam |
| -------- | -------- | ---------------------- | ---------------------- | -------- |
| 1.       | 1        | Mellie Francon         | Svájc (SUI)            | Q        |
| 2.       | 8        | Zoe Gillings           | Nagy-Britannia (GBR)   | Q        |
| 3.       | 9        | Simona Meiller         | Svájc (SUI)            | 9. hely  |
| 4.       | 16       | Maria Ramberger        | Ausztria (AUT)         | 16. hely |
| 2. futam |          |                        |                        |          |
| 1.       | 4        | Olivia Nobs            | Svájc (SUI)            | Q        |
| 2.       | 5        | Helene Olafsen         | Norvégia (NOR)         | Q        |
| 3.       | 12       | Faye Gulini            | Egyesült Államok (USA) | 12. hely |
| 4.       | 13       | Claire Chapotot        | Franciaország (FRA)    | 13. hely |
| 3. futam |          |                        |                        |          |
| 1.       | 3        | Maëlle Ricker          | Kanada (CAN)           | Q        |
| 2.       | 6        | Nelly Moenne Loccoz    | Franciaország (FRA)    | Q        |
| 3.       | 14       | Doi Nacuko             | Japán (JPN)            | 14. hely |
| 4.       | 11       | Sandra Frei            | Svájc (SUI)            | 11. hely |
| 4. futam |          |                        |                        |          |
| 1.       | 2        | Lindsey Jacobellis     | Egyesült Államok (USA) | Q        |
| 2.       | 7        | Déborah Anthonioz      | Franciaország (FRA)    | Q        |
| 3.       | 10       | Doresia Krings         | Ausztria (AUT)         | 10. hely |
| 4.       | 15       | Julie Wendel Lundholdt | Dánia (DEN)            | 15. hely |

### Elődöntők
| Helyezés | K        | Versenyző           | Nemzet                 | Mj       |
| 1. futam | 1. futam | 1. futam            | 1. futam               | 1. futam |
| -------- | -------- | ------------------- | ---------------------- | -------- |
| 1.       | 5        | Helene Olafsen      | Norvégia (NOR)         | Q        |
| 2.       | 4        | Olivia Nobs         | Svájc (SUI)            | Q        |
| 3.       | 8        | Zoe Gillings        | Nagy-Britannia (GBR)   | Kisdöntő |
| 4.       | 1        | Mellie Francon      | Svájc (SUI)            | Kisdöntő |
| 2. futam |          |                     |                        |          |
| 1.       | 3        | Maëlle Ricker       | Kanada (CAN)           | Q        |
| 2.       | 7        | Déborah Anthonioz   | Franciaország (FRA)    | Q        |
| 3.       | 6        | Nelly Moenne Loccoz | Franciaország (FRA)    | Kisdöntő |
| 4.       | 2        | Lindsey Jacobellis  | Egyesült Államok (USA) | Kisdöntő |

### Kisdöntő
| Helyezés | K | Versenyző            | Nemzet                 | Mj      |
| -------- | - | -------------------- | ---------------------- | ------- |
| 1.       | 2 | Lindsey Jacobellis   | Egyesült Államok (USA) | 5. hely |
| 2.       | 6 | Nellie Moenne Loccoz | Franciaország (FRA)    | 6. hely |
| 3.       | 1 | Mellie Francon       | Svájc (SUI)            | 7. hely |
| 4.       | 8 | Zoe Gillings         | Nagy-Britannia (GBR)   | 8. hely |

### Döntő
| Helyezés | K | Versenyző         | Nemzet              |
| -------- | - | ----------------- | ------------------- |
| Arany    | 3 | Maëlle Ricker     | Kanada (CAN)        |
| Ezüst    | 7 | Déborah Anthonioz | Franciaország (FRA) |
| Bronz    | 4 | Olivia Nobs       | Svájc (SUI)         |
| 4.       | 8 | Helene Olafsen    | Norvégia (NOR)      |